# Leslie Morshead
Leslie James Morshead KCB, KBE, CMG (ur. 18 września 1889 w Ballarat, zm. 26 września 1959 w Sydney) – australijski wojskowy, generał porucznik, uczestnik obu wojen światowych. Najbardziej znany jako dowódca australijskiej 9 Dywizji podczas bitwy o Tobruk i w obu bitwach pod El Alamein.

## Życiorys
Był szóstym dzieckiem Williama Morsheada, górnika pochodzącego z Kornwalii i jego urodzonej w Australii żony Mary Elizy Rennison. Ukończył Melbourne Teachers' Colledge, obejmując posadę nauczyciela początkowo w szkołach publicznych, następnie prywatnych. 13 września 1914 roku wstąpił w szeregi Australian Imperial Force, otrzymując przydział do 2. batalionu w stopniu porucznika. Wraz ze swą jednostką, już w stopniu kapitana, wylądował 25 kwietnia 1915 roku pod Gallipoli. W sierpniu, już w stopniu majora, walczył w bitwie o Lone Pine. Po zakończeniu walk o Gallipoli otrzymał promocję na podpułkownika i w kwietniu 1916 roku objął dowództwo formowanego w Australii 33. batalionu. Po okresie szkolenia w Wielkiej Brytanii batalion wszedł w listopadzie 1916 roku do walki na froncie zachodnim, w składzie 3 Dywizji australijskiej. Leslie Morshead dowodził nim w bitwach pod Mesen i Passchendaele w 1917 roku oraz podczas ofensywy wiosennej i podczas ostatnich walk na froncie zachodnim w 1918 roku. Za swój udział w działaniach I wojny światowej został w 1917 roku odznaczony Distinguished Service Order, w 1919 Orderem św. Michała i św. Jerzego i francuską Legią Honorową oraz pięciokrotnie w ciągu całej kampanii wymieniony w sprawozdaniu.
Leslie Morshead powrócił do Australii w grudniu 1919 roku a w marcu następnego roku został zdemobilizowany. 17 listopada 1921 roku poślubił w Melbourne pannę Myrtle Catherine Hay Woodside. W cywilu próbował prowadzić farmę w Queenslandzie, ale nie odniósł sukcesu. W związku z tym podjął pracę w brytyjskim przedsiębiorstwie żeglugowym Orient Line. W 1936 roku został kierownikiem oddziału firmy w Sydney. Jednocześnie służył w armii terytorialnej, awansując w 1933 roku na pułkownika, a w 1938 roku tymczasowego brygadiera.
Po wybuchu II wojny światowej powrócił do czynnej służby w Australian Imperial Force, zostając dowódcą 18 Brygady, która w maju 1940 roku została wysłana do Wielkiej Brytanii. Australijscy żołnierze byli tam poddani szkoleniu, odgrywając przy tym ważną rolę w systemie obrony wyspy na wypadek inwazji niemieckiej. Pod koniec 1940 roku zapadła decyzja o wysłaniu 18 Brygady na Bliski Wschód. Dotarła ona do Aleksandrii 31 grudnia, wchodząc w skład 9 Dywizji australijskiej. W tym czasie dotychczasowy dowódca dywizji, generał major Henry Wynter, poważnie zachorował. W konsekwencji został odesłany do Australii, zaś na jego miejsce powołano 29 stycznia 1941 roku Lesliego Morsheada, w stopniu generała majora.
9 Dywizja, niedostatecznie wyposażona i częściowo niedoszkolona, została w związku ze złą sytuacją na froncie północnoafrykańskim skierowana do Cyrenajki. W kwietniu 1941 roku wycofano ją do Tobruku, gdzie generał Morshead objął dowództwo obrony twierdzy. Jego żołnierze, w sierpniu wzmocnieni między innymi Polakami z Samodzielnej Brygady Strzelców Karpackich, obronili Tobruk pomimo poważnych strat w ludziach. Ostatecznie Australijczycy zostali zastąpieni w polu dywizją brytyjską, zaś sam Leslie Morshead opuścił twierdzę 22 października 1941 roku. Zwycięska obrona przyniosła mu awans do stopnia generała porucznika, Order Imperium Brytyjskiego, polski Order Virtuti Militari oraz, od marca 1942 roku, dowodzenie australijskimi wojskami na Bliskim Wschodzie, które przejął od generała Thomasa Blameya.
W tej roli dowodził swymi oddziałami podczas I bitwy pod El Alamein w lipcu i II bitwy pod El Alamein w dniach od 23 października do 5 listopada 1942 roku. W tej ostatniej, stanowiącej punkt zwrotny kampanii północnoafrykańskiej, Australijczycy wykazali się bohaterstwem, ponosząc po raz kolejny duże straty osobowe. Generał Morshead zaś, w uznaniu zasług, został Komandorem Orderu Łaźni.
W lutym 1943 roku 9 Dywizja i jej dowódca powrócili do Australii. W marcu Leslie Morshead został mianowany dowódcą II Korpusu australijskiego, skierowanego do działań na Dalekim Wschodzie. Jako jego dowódca wziął udział w walkach na Nowej Gwinei w końcu 1943 roku, w międzyczasie obejmując dowództwo 2. Armii australijskiej. W maju 1944 roku został dowódcą I Korpusu, walcząc z nim na Borneo.
Po zakończeniu wojny generał Morshead powrócił do Sydney we wrześniu 1945 roku. Wkrótce potem wziął udział w obradach trybunału wojskowego, rozpatrującego sprawę ucieczki z Singapuru generała Henry'ego Gordona Bennetta. 1 stycznia 1946 roku został przeniesiony do rezerwy i powrócił do dawnej pracy w Orient Line, odrzucając między innymi propozycję zostania gubernatorem Queenslandu. W 1948 roku został odznaczony amerykańskim Medalem Wolności. W karierze cywilnej obejmował jeszcze wysokie stanowiska w zarządach i radach nadzorczych dużych firm australijskich, przewodniczył również organizacjom skautowym. W połowie lat 50., z powodu złego stanu zdrowia, wycofał się z życia publicznego. Zmarł w wyniku nowotworu w szpitalu w Darlinghurst na przedmieściach Sydney 26 września 1959 roku i został pogrzebany z honorami wojskowymi.